# ASR-33

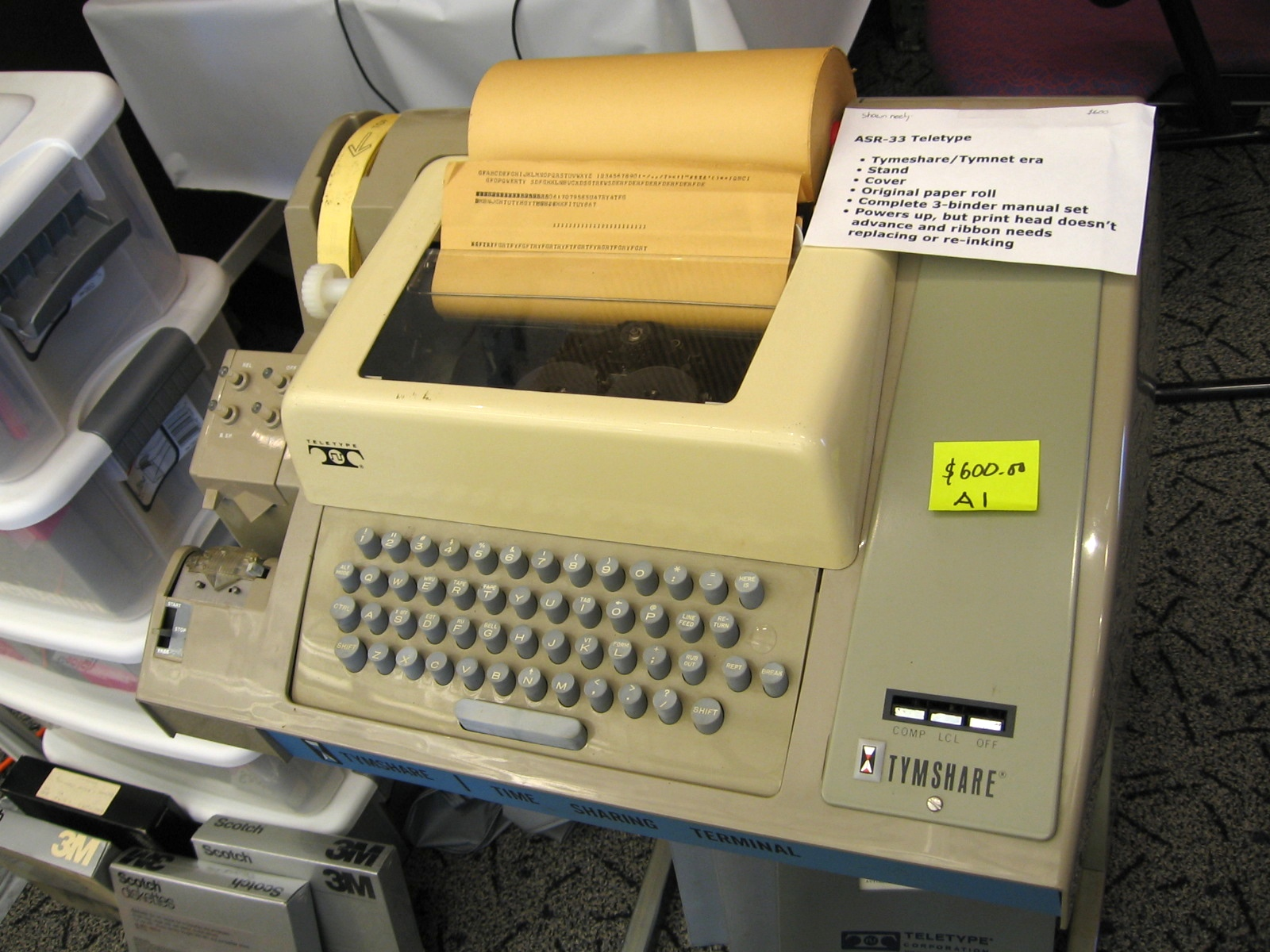
ASR-33外観
----
左端手前
左端中と奥
奥中央
右端前後

- 左端手前
紙テープ読取部
- 左端中と奥
紙テープ穿孔部と奥の穿孔前の紙テープロール
- 奥中央
黄色のロール印刷用紙
- 右端前後
電源部を内蔵

- 左端手前
紙テープ穿孔部

櫛状の支点を持つ8本のビットレバー

その上に情報8穴とテープ送りフィードホール (Feed hole) 穴の計9本の銀色の上下する穿孔ピン
- 穿孔部の奥
8本の左右ほぼ全幅にはしるビット金属のバー（横木）

プラテンローラーの左端近くの銀色の円柱形の活字ヘッドを上下と回転をさせる
- 右端奥
分解して置かれた電源部
- キーボードと電源部の間
分解して置かれた紙テープ読取部（実装状態とは前後逆向きに置かれている）

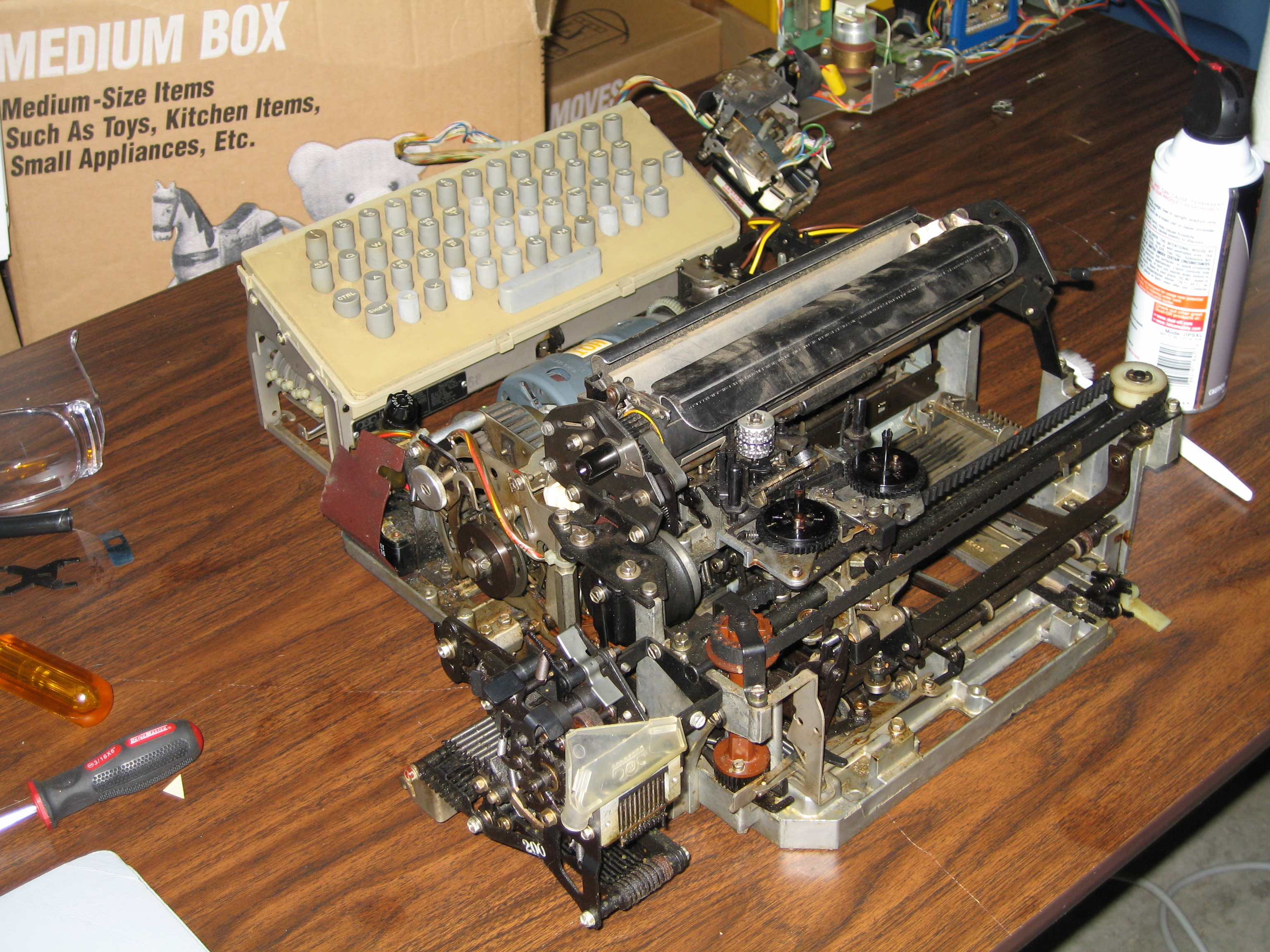
ASR-33の外カバーを外した内部機構とその配置
----
左端手前
穿孔部の奥
右端奥
キーボードと電源部の間

ASR-33は、1960から70年代にコンピュータ用端末装置として広く使われたテレタイプ社のテレタイプ端末で、当時のテレタイプ端末の代表的な機種である。「テレタイプ」はテレタイプ社の商標だが、同社端末が極めて著名となり、この種の端末を「テレタイプ端末」あるいは「TTY端末」と称することが多い。
モデル33型端末は、ASCIIコードの大文字のみを 20 mA カレントループ・インターフェースを用いて 110 bps で送受信可能であった。印字はロール紙にタイプライター方式で印刷する。オペレーティングシステムでサポートがあれば適するエスケープシーケンスを用いて、印字は紙テープへ切り替えが可能で、紙テープを外部記録装置の代替としてプログラムの書き込みと読み込みに用いた事例もある。
日本では1967年に、「S-100形鍵盤さん孔自動送受信機」としてASR-33同等品を株式会社新興製作所（旧名：谷村株式会社新興製作所）が製造している。

## バリエーション
M33 (Model33) と称するこの端末機は、下記の機種がある。
ASR (Automatic Send-Receive) Model3320
紙テープ穿孔装置および紙テープ読取装置を備え、オフラインで紙テープに穿孔した電文を紙テープ読取装置で読ませて、オンライン時に自動的にホストコンピュータへ送出することが可能である。テレックスの他に、初期から全盛期のミニコンピュータで入出力兼外部記憶機器として用いられたことから、現在の機能的に指で操作するキーボード部が残り、印刷機能はプリンタとCRTや液晶ディスプレイモニターへ分化し、紙テープ穿孔部は外部記憶装置へ書出し、テープ読取部は外部記憶装置からの読込み形式の進化の礎となる。
KSR (Keyboard Send-Receive) Model3310
紙テープ穿孔装置や読取装置を有さず、キーボードからの入力受け付けと紙へ記録する専用端末である。
RO (Receive Only) Model3300
紙へ記録する単機能端末である。